# Bathyporeiapus ruffoi
Bathyporeiapus ruffoi är en kräftdjursart. Bathyporeiapus ruffoi ingår i släktet Bathyporeiapus och familjen Haustoriidae. Inga underarter finns listade i Catalogue of Life.